# Viriola gracilenta
Viriola gracilenta is een slakkensoort uit de familie van de Triphoridae. De wetenschappelijke naam van de soort is voor het eerst geldig gepubliceerd in 1845 door Mighels.